# 이보어
이보어 또는 이그보어(Igbo, Ibo)는 나이지리아 남동부에 사는 이보족이 사용하는 주 모국어이다. 이 언어를 사용하는 화자는 대략 3,100만 명에 이르며, 대부분이 나이지리아에 거주한다. 이보어는 로마자로 기록되는데, 이는 대영 제국이 문자를 들여온 데에서 영향을 받은 것이다. 이보어의 방언은 스무 가지가 넘는다. 표준어가 오웨리, 우무아히아 방언을 기반으로 1972년에 제정되었지만, 비모음과 유기음은 제외되어 있다.

## 역사
이보어에 관하여 출간한 최초의 서적은 1777년에 출판된 《History of the Mission of the Evangelical Brothers in the Caribbean》이다. 1789년에 전 노예였던 올라우다 에퀴아노가 쓴 《The Interesting Narrative of the Life of Olaudah Equiano》라는 책이 영국 런던에서 출판되었고, 여기에 79개의 이보어 낱말이 기록되었다.

## 어휘
이보어에서는 형용사가 기능어에 가까운 닫힌 품사(closed class)로서 그 수가 매우 제한적이다. Emenanjo (1978)에 따르면 서로 대립쌍을 이루는 다음 8개의 형용사만이 있다: ukwu '큰', nta '작은'; oji '어두운', ọcha '밝은'; ọhụrụ '새로운', ochie '오래된'; ọma '좋은'; ọjọọ '나쁜'. (Payne 1990)
많은 이보어 이름들은 사실 오래된 낱말들과 어구들이 결합된 형태이다.

## 음운
이그보어는 성조 언어로서, 방언에 따라 다르지만 대부분 방언에서는 3가지 음역(register) 성조와 3가지 등고(contour) 성조가 보인다. 따라서 이그보어에서는 성조만 다른 별개의 단어들이 존재한다. (예: ákwá "울다", àkwà "침대", àkwá "계란", ákwà "천") 그러나 글로 쓸 때 성조는 자주 생략된다.
자음에는 지역 특징적인 양순 연구개 이중 조음인 /ɡ͡b/와 /k͡p/가 포함되는데, 이는 언어의 이름에서도 나타난다.

## 같이 보기
- 이그보어 위키백과